# Taron Avia
Taron Avia war eine armenische Fluggesellschaft mit Sitz in Jerewan und Basis auf dem Flughafen Erebuni.

## Flugziele
Taron Avia plante, im dritten Quartal 2015 mit den drei Boeing 737-500 von der armenischen Hauptstadt Jerewan aus Ziele in Russland anzufliegen. Die Gesellschaft blieb jedoch alleinig im Charterverkehr tätig, und obwohl die Fluggesellschaft im August 2016 abermals die Aufnahme von Linienflügen angekündigt hatte, folgten im April 2017 erneut Pläne zum Einstieg in den Linienverkehr. In der zweiten Jahreshälfte 2019 entzog  die armenische Luftfahrtbehörde nach einer sechsmonatigen Frist Taron Avias Lizenz, da die Gesellschaft die Frist nicht für die geforderten Problembehebungen genutzt hatte, sondern den Betrieb einstellte.

## Flotte
Mit Stand Juli 2018 bestand die Flotte aus drei Flugzeugen mit einem Durchschnittsalter von 21,0 Jahren:
| Flugzeugtyp    | Anzahl | bestellt | Anmerkungen                                    |
| -------------- | ------ | -------- | ---------------------------------------------- |
| Boeing 737-500 | 3      |          | eine inaktiv; eine betrieben für Badr Airlines |
| Gesamt         | 3      | 0        |                                                |